# 秋山光路
秋山 光路（あきやま てるじ、1921年6月19日 - 2005年3月5日）は、日本の外交官。茨城県出身。
元在オランダ大使（1985-1988）。